# Oletta
 Oletta  là một xã ở tỉnh Haute-Corse trên đảo Corse, Pháp. Xã này có diện tích 16,61 km², dân số năm 1999 là 830 người. Khu vực này có độ cao 250 mét trên mực nước biển.